# Hydaticus galla
Hydaticus galla är en skalbaggsart som beskrevs av Guérin-Méneville 1847. Hydaticus galla ingår i släktet Hydaticus och familjen dykare. Inga underarter finns listade i Catalogue of Life.